# Maison de l'Alsace (Paris)
Ne pas confondre avec la Brasserie l'Alsace, également située dans le bâtiment
La Maison de l'Alsace a pour vocation d'être l'ambassade de l'Alsace à Paris. Propriété de la collectivité européenne d'Alsace, répartie sur 6 étages, elle est composée d'un centre d'affaires ainsi que de la brasserie l'Alsace.    
MDA Partner's, qui est chargé de la gestion et de l'activité du centre d'affaires - sous la Présidence de Dominique Formhals - regroupe plusieurs acteurs économiques alsaciens majeurs.

## Localisation
La Maison de l'Alsace est située au 39, avenue des Champs-Élysées à l’angle de la rue Marbeuf à Paris (8e arrondissement).

## Histoire
André Bord - président du conseil général du Bas-Rhin - et Georges Bourgeois - président du conseil général du Haut-Rhin - en font l'acquisition en 1968 pour 7,8 millions de francs (9,7 millions d’euros de 2015), le bâtiment de style haussmannien a une superficie de 2 200 m2 avec un centre d’affaires, un restaurant et un espace événementiel.
À l’issue de plusieurs années de travaux, la Maison de l’Alsace ouvre à nouveau ses portes en 2016.
Le 5 décembre 2016, près de 500 personnes, élus, chefs d’entreprise et Alsaciens de Paris, ont assisté à l’inauguration de la Maison de l’Alsace qui a rouvert ses portes à l’issue de plusieurs années de travaux,. La chaine régionale Alsace 20 ouvre un bureau parisien au sein de l'immeuble.
La Maison de l’Alsace est désormais louée à deux locataires : d'une part le restaurant dirigé par le Groupe Bertrand Restauration et d'autre part le groupement MDA Partners, présidé par Dominique Formhals.